# Brucellen
Brucellen sind kurze, stäbchenförmige Bakterien der Gattung Brucella. Diese gramnegativen und aeroben Bakterien kommen im Harn- und Geschlechtsapparat von Kühen, Schafen und Schweinen vor. Sie können bei Übertragung auf den Menschen sehr selten eine generalisierte Infektion auslösen. Deshalb werden Milchprodukte in den meisten Ländern pasteurisiert. Ein Nachweis in der Milch kann mittels einer Abortus-Bang-Ringprobe erfolgen.
Der Name ehrt den englischen Militärarzt David Bruce.

## Taxonomie und Systematik
Bis 1986 wurden in der Gattung Brucella zahlreiche Spezies unterschieden. Auf Grund von DNA-Stammbäumen gab es Bestrebungen, diese in nur einer Spezies Brucella melitensis zusammenzufassen. In der Praxis wurde jedoch meist an der alten Arteneinteilung festgehalten. 2003 beschloss daher das Subcommittee on the taxonomy of Brucella wieder zur Systematik von vor 1986 zurückzukehren. Früher  wurden sie gesammelt als Parvobakterien bezeichnet.
Aktuell (Stand 2017) werden in der Gattung folgende Arten geführt, B. melitensis ist die Typusart.
- Brucella abortus (Schmidt 1901) Meyer & Shaw 1920
- Brucella canis Carmichael & Bruner 1968
- Brucella ceti Foster et al. 2007
- Brucella inopinata Scholz et al. 2010
- Brucella melitensis (Hughes 1893) Meyer & Shaw 1920
- Brucella microti Scholz et al. 2008
- Brucella neotomae Stoenner & Lackman 1957
- Brucella ovis Buddle 1956
- Brucella pinnipedialis Foster et al. 2007
- Brucella suis Huddleson 1929, Erreger des infektiösen Aborts der Schweine, selten beim Menschen
- Brucella papionis Whatmore et al. 2014
- Brucella vulpis Scholz et al. 2016

## Brucellose

### Pathogenese
Durch direkten Kontakt mit erkrankten Tieren oder indirekt über kontaminierte Lebensmittel (v. a. nicht pasteurisierte Milch). Der Erreger dringt durch die Schleimhäute und nistet sich in Phagocyten (Mikro- und Makrophagen) ein. Hierdurch werden sie in Lymphknoten, Leber, Milz, Knochenmark und weitere Gewebe transportiert, in deren Zellen sie überleben und sich sogar vermehren können. Aus diesen Unterschlüpfen können sich die Erreger schubweise ins Blut verteilen.

### Klinik
Die Brucellen sind Erreger der Brucellose. Nach einer Inkubationszeit von 1 bis 4 Wochen kommt es nach Befall der Darmschleimhaut, Ausbreitung über Makrophagen in das Lymphsystem durch eine Besiedelung der Lymphknoten zu einer Lymphadenitis. Von hier erfolgt eine Streuung über das Blut (hämatogen) und Befall von Organen (v. a. Leber, Milz, Knochenmark) und dortiger Bildung von Granulomen. Bei den Patienten treten schubweise Fieberanfälle auf, welche auch mit Schüttelfrost einhergehen können. Der schubweise Verlauf der Symptome ist durch Freisetzung der sich vermehrenden Bakterien aus den befallenen Organen in die Blutbahn und dortiger Stimulation von Zytokinen bedingt.
Die durch Brucellen, genannt auch Bang-Bakterien, verursachte Erkrankung wird auch undulierendes Fieber (lateinisch Febris undulans), Bang’sches Fieber, beim Erreger Brucella melitensis Maltafieber oder beim Erreger Brucella abortus Morbus Bang (benannt nach Bernhard Bang) genannt.

## Biowaffen
In den USA werden Brucellen im Zusammenhang mit biologischen Waffen untersucht.

## Meldepflicht
In Deutschland ist der direkte oder indirekte Nachweis von Brucella sp. namentlich meldepflichtig nach § 7 des Infektionsschutzgesetzes (IfSG), soweit der Nachweis auf eine akute Infektion hinweist. Die Meldepflicht betrifft in erster Linie die Leitungen von Laboren (§ 8 IfSG).
In der Schweiz ist der positive laboranalytische Befund zu Brucella spp. meldepflichtig für Laboratorien und zwar nach dem Epidemiengesetz (EpG) in Verbindung mit der Epidemienverordnung und Anhang 3 der Verordnung des EDI über die Meldung von Beobachtungen übertragbarer Krankheiten des Menschen.